# Just Japan
『Just Japan』（ジャスト ジャパン）は、2007年4月から2010年3月まで、独立U局などで放送されていたtvk製作の政府広報番組である。同番組名で放送を開始。その後、『Just Japan Plus』、『中西哲生のJust Japan』と二度の番組名の変更が行われた。

## 概要
『ニッポン早わかり』の後継番組として、2007年4月にスタートした番組である。司会者に元サッカー選手で現在スポーツ解説者の中西哲生とフリーキャスターの伊藤聡子を迎えて放送を開始した。
その後、番組審議会から「いい番組なのに『Just Japan』ではタイトルが堅い」との意見があったことと若返りを図る意味で2008年4月に番組名を『Just Japan Plus』に変更するなどのリニューアルが行われた。このリニューアルでは、女性司会者がフリーアナウンサーの井口玲音へ交代。また、番組冒頭にはダムダムダンによるコントが導入された。
2009年4月より番組名を『中西哲生のJust Japan』へ変更、女性キャスターは井口玲音からtvkアナウンサーの中村理恵へ交代。冒頭のコントは、ダムダムダンからパー&ナーに交代。
スタジオトークの部分のみハイビジョン制作。VTRは額縁放送（サイドカット）で放送された。

## シリーズの終焉
事業仕分けでの政府広報に関する予算削減の影響から2010年3月27日（tvkほかTOKYO MXを除く土曜放映地域）をもって『Just Japan』シリーズは3年にわたる放送を終了。これにより、1978年4月から放送開始した『クイズハッピーチャンス』以来tvkが32年の長年にわたり製作、放送してきた政府広報番組の歴史に幕を降ろした。

## 番組タイトルの変遷
- 2007年4月 - 2008年3月『Just Japan』
- 2008年4月 - 2009年3月『Just Japan Plus』
- 2009年4月 - 2010年3月『中西哲生のJust Japan』

## 内容
- 環境、福祉、教育などさまざまな実状を取り上げ、ゲストが解説を行う。

## 出演者
- 中西哲生（スポーツ解説者）
- 中村理恵（tvkアナウンサー）
- パー&ナー

## 過去の出演者
- 伊藤聡子（フリーキャスター 2007年4月 - 2008年3月）
- 井口玲音（2008年4月 - 2009年3月）
- ダムダムダン（2008年4月 - 2009年3月）

## ネット局と放送時間
| 放送対象地域 | 放送局       | 系列      | 放送日時                 | 放送日の遅れ   |
| ------------ | ------------ | --------- | ------------------------ | -------------- |
| 神奈川県     | tvk          | 独立UHF局 | 土曜 22時00分 - 22時30分 | 制作局         |
| 群馬県       | 群馬テレビ   | 独立UHF局 | 日曜 8時30分 - 9時00分   | 1日遅れ        |
| 栃木県       | とちぎテレビ | 独立UHF局 | 日曜 9時30分 - 10時00分  | 1日遅れ        |
| 埼玉県       | テレ玉       | 独立UHF局 | 日曜 8時30分 - 9時00分   | 1日遅れ        |
| 東京都       | TOKYO MX     | 独立UHF局 | 土曜 7時30分 - 8時00分   | 7日遅れ        |
| 千葉県       | チバテレビ   | 独立UHF局 | 土曜 8時00分 - 8時30分   | 14時間先行     |
| 岐阜県       | ぎふチャン   | 独立UHF局 | 土曜 9時00分 - 9時30分   | 13時間先行     |
| 三重県       | 三重テレビ   | 独立UHF局 | 土曜 10時30分 - 11時00分 | 11時間30分先行 |
| 京都府       | KBS京都      | 独立UHF局 | 土曜 9時00分 - 9時30分   | 13時間先行     |
| 兵庫県       | サンテレビ   | 独立UHF局 | 火曜 8時00分 - 8時30分   | 3日遅れ        |
| 滋賀県       | びわ湖放送   | 独立UHF局 | 日曜 11時30分 - 12時00分 | 1日遅れ        |
| 奈良県       | 奈良テレビ   | 独立UHF局 | 土曜 7時55分 - 8時25分   | 14時間5分先行  |
| 和歌山県     | テレビ和歌山 | 独立UHF局 | 土曜 9時00分 - 9時30分   | 13時間先行     |

※TOKYO MXを除いた土曜午前に放送される局はtvkより先行ネット。

### 過去に放送された局
ANN系
- 静岡朝日テレビ　土曜 5:20～5:50

衛星放送(全国放送)
- BS日テレ　日曜 6:00～6:30
- 朝日ニュースター　日曜 10:30～11:00

※上記3局はいずれも2008年3月いっぱいで打ち切り。